# Cășeiu
Cășeiu (in ungherese Alsókosály) è un comune della Romania di 4 943 abitanti, ubicato nel distretto di Cluj, nella regione storica della Transilvania.
Il comune è formato dall'unione di 9 villaggi: Cășeiu, Coplean, Custura, Gârbău Dejului, Guga, Leurda, Rugășești, Sălătruc, Urișor.